# Наркао
Наркао (итал. Narcao) — коммуна в Италии, располагается в регионе Сардиния, подчиняется административному центру Южная Сардиния.
Население составляет 3 169 человек (30-06-2019), плотность населения составляет 36,9 чел./км². Занимает площадь 85,88 км². Почтовый индекс — 9010. Телефонный код — 0781.
Покровителем населённого пункта считается святитель Николай, Мирликийский Чудотворец. Праздник ежегодно празднуется 14 августа.

## Города-побратимы
- Бовеньо, Италия
- Ле-Рю-де-Винь, Франция